# オブヴィエイト作戦
オブヴィエイト作戦 (Operation Obviate) は、第二次世界大戦中のイギリス軍空母搭載機によるドイツ戦艦ティルピッツに対する航空攻撃作戦。1944年10月にイギリス空軍により実行された。

## 背景
1944年9月に行われたイギリス軍ランカスター爆撃機による攻撃（パラヴェーン作戦）で大型爆弾トールボーイが命中して大きな被害を受けたティルピッツは、コーフィヨルドからトロムソ付近へ移った。ティルピッツがコーフィヨルドよりもイギリスに近いトロムソに移ったことを発見したイギリスは、再びトールボーイを搭載したランカスターによる攻撃を計画した。

## 作戦
イギリスからトロムソまで攻撃に向かう場合、途中で燃料が足りなくなるおそれがあった。そのため機体の軽量化などの改装が施された。
作戦には、第9爆撃中隊と第617爆撃中隊のランカスター39機が参加した。作戦参加機は10月29日にイギリスの基地を発進し、攻撃をおこなった。しかし、攻撃時にティルピッツが雲におわれてしまったためトールボーイを命中させることは出来なかった。また、ランカスターの中には途中で引き返したり、トールボーイを投下せず帰投した機もあった。攻撃時に被弾したランカスター1機がスウェーデン領内に不時着した。

## 結果
ティルピッツには命中弾はなかったが、至近弾により右舷のスクリューシャフトが損傷した。